# Jüdische Gemeinde Trutnov
Die Jüdische Gemeinde in Trutnov (deutsch Trautenau), einer tschechischen Stadt in Nordostböhmen, entstand im 19. Jahrhundert und wurde von den Nationalsozialisten vernichtet.

## Geschichte

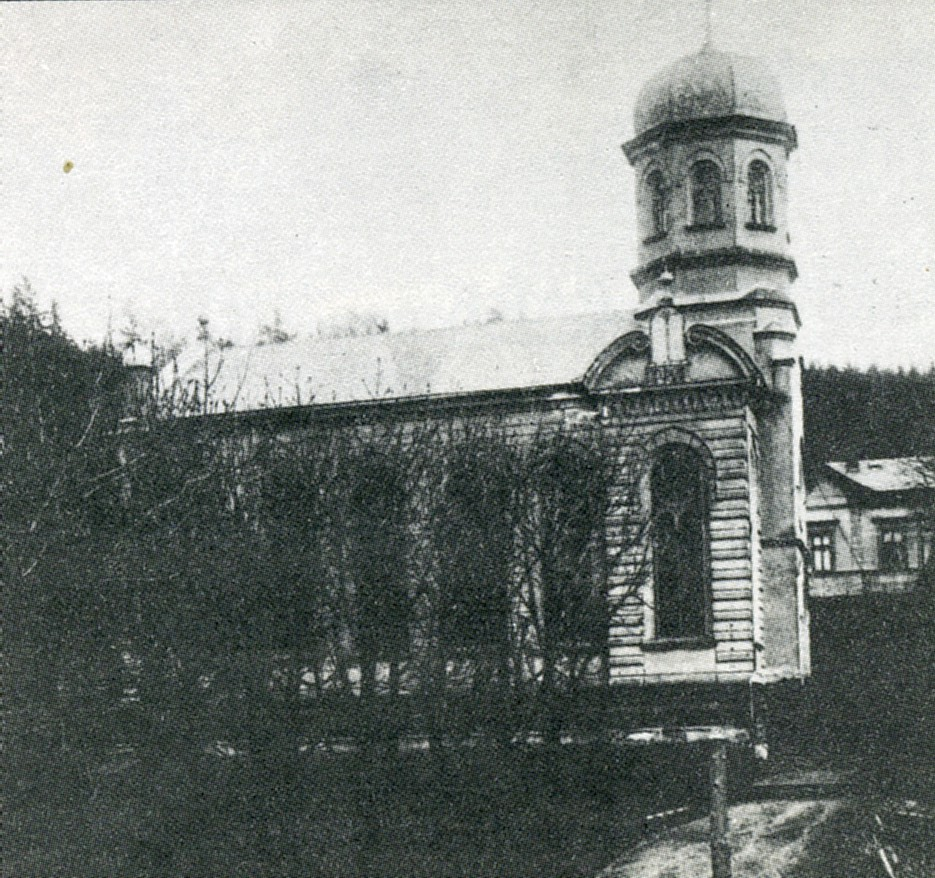
Synagoge in Trutnov (um 1900)

Die Existenz von Juden in Trautenau wird erstmals 1523 überliefert. Der Stadtrat verweigerte jedoch ein Dauerwohnrecht, er hatte lediglich ein Interesse daran, dass jüdische Händler die in Trautenau stattfindenden Märkte aufsuchten.
Nach der Lockerung der antijüdischen Bestimmungen zogen ab den 1850/60er Jahren Juden nach Trautenau. Zumeist kamen sie aus den Landjudengemeinden der Umgebung.
Anfang der 1870er Jahre besaß die jüdische Kultusgemeinde einen Friedhof und die Synagoge wurde im September 1885 eingeweiht.
In Trautenau besaß die zionistische Bewegung viele Anhänger. Zahlreiche junge Juden hatten sich im „Jüdischen Volksverein Theodor Herzl“ zusammengeschlossen.
Die meisten Juden bekannten sich zum Deutschtum: Sie sprachen deutsch und schickten ihre Kinder mehrheitlich auf deutsche Schulen.

### Zeit des Nationalsozialismus
Nachdem sich im Sommer/Herbst 1938 die politische Situation zuspitzte und durch das Münchner Abkommen der Anschluss an das Deutsche Reich drohte, flohen viele Trautenauer Juden in nahe tschechische Städte. Als die deutsche Wehrmacht 1938 ins Sudetenland einmarschierte, waren die zurückgebliebenen Juden den Repressalien der Nationalsozialisten ausgesetzt. Die Juden versuchten nun, nach Palästina oder nach Übersee zu emigrieren.
In der Pogromnacht vom 9./10. November 1938 brannten sudetendeutsche SA-Angehörige das Synagogengebäude nieder. Am nächsten Tag wurden die jüdischen Männer verhaftet und ins KZ Sachsenhausen verschleppt.
Der jüdische Friedhof wurde während der Kriegsjahre zerstört.
94 Juden aus Trautenau wurden in den Konzentrationslagern ermordet.

## Gemeindeentwicklung
| Jahr    | Juden                                |
| ------- | ------------------------------------ |
| um 1545 | 2 Familien                           |
| 1849    | 2 Familien                           |
| 1873    | 192 Personen                         |
| 1880    | 280 Personen                         |
| 1910    | 478 Personen (3,4 % der Bevölkerung) |
| 1921    | 397 Personen                         |
| 1930    | 369 Personen (2,3 % der Bevölkerung) |
| 1943    | keine                                |
| 1948    | circa 120 Personen                   |

Nach dem Ende des Zweiten Weltkriegs gründeten zurückgekehrte Trautenauer Juden und osteuropäische Juden eine neue jüdische Gemeinde. Ihre Zahl nahm aber infolge des politischen Drucks des kommunistischen Systems schnell ab.